# حرادة (الكتاب المقدس)
حرادة (بالعبرية: חֲרָדָה‏) هو واحد من محطات بني إسرائيل في البرية أثناء التيه بعد خروجهم من مصر، ذُكرت في سفر العدد في العهد القديم أن بين جبل شافر ومقهيلوت: ثُمَّ ارْتَحَلُوا مِنْ جَبَلِ شَافَرَ وَنَزَلُوا فِي حَرَادَةَ. ثُمَّ ارْتَحَلُوا مِنْ حَرَادَةَ وَنَزَلُوا فِي مَقْهَيْلُوتَ.
حَرادة كلمة عبريّة تعني رعب أو خوف.